# Ли Чунь
Ли Чунь (кит. упр. 李纯, пиньинь Lǐ Chún, палл. Ли Чунь; родилась 11 февраля 1988) — певица китайского происхождения, известна под псевдонимом Jun Jun (яп. ジュンジュン Дзюн Дзюн) как участница японской девичьей идол-поп-группы Morning Musume.

## Профиль
- Имя: Ли Чунь (кит. 李纯)
- Псевдоним: Джун-Джун (яп. ジュンジュン)
- Рост: 168 см
- Хобби: пение, игра на сцене, классический балет
- Любимая еда: Карри
- Любимая артисты: Линь Цзюньцзе, Синди Ван Синьлин
- Группы в Hello! Project:
  - Morning Musume (2007—2010)
  - Zoku v-u-den (2009—2010)

## Биография
В 2006 году приняла участие в национальном проекте «Super Girl», в котором не победила, но попала в число лучших 50. После проигрыша на конкурсе с ней связался японский продюсер Цунку и предложил ей, как и остальным проигравшим участницам, принять участие в прослушивании для группы Morning Musume в Пекине.
15 марта 2007 года было объявлено, что Ли Чунь вместе с Цянь Линь войдёт в состав группы Morning Musume как восьмое поколение (в дополнение к ранее отобранной Айки Мицуи). Впервые в группу вошли девушки родом не из Японии. Цунку назвал их «студентками по обмену», сказав что они будут ключом к планам группы по продвижению в Азии.
Три дня спустя 18 марта состоялся её дебют на японском ТВ в еженедельном шоу Hello! Morning.
Первое выступление в качестве члена группы состоялось 6 мая 2007 года во время концерта, посвящённого выпуску лидера группы Хитоми Ёсидзавы.
25 июля 2007 вышел первый сингл группы Morning Musume с участием Ли Чунь — «Onna ni Sachi Are». Сингл достиг 2-го места в еженедельном чарте Орикон; продажи составили 43,364 копии.
В 2009 году Ли Чунь стала новой участницей группы v-u-den вместе с Саюми Митисигэ (Morning Musume) и Рисако Сугаей (Berryz Kobo).